# پتی لابل
پَتی لابل (انگلیسی: Patti LaBelle؛ زادهٔ ۲۴ مهٔ ۱۹۴۴) یک موسیقی‌دان و هنرپیشه اهل ایالات متحده آمریکا است. وی از سال ۱۹۵۸ میلادی تاکنون مشغول فعالیت بوده‌است.

## گزیده فیلمشناسی
از فیلم‌ها یا برنامه‌های تلویزیونی که وی در آن نقش داشته‌است می‌توان به آثار زیر اشاره کرد.
- داستان یک سرباز (۱۹۸۴)
- مامان، من می‌خواهم آواز بخوانم!